# RS-25
Aerojet Rocketdyne RS-25, також відомий як Space Shuttle main engine (SSME) (Головний двигун Спейс Шаттлу) — потужний рідинний ракетний двигун, що раніше використовувався на Спейс Шаттлі, а зараз планується для встановлення на ракету-носій Система космічних запусків. Спроєктований і виготовлений американською компанією «Rocketdyne» (зараз відома як Aerojet Rocketdyne).
Перші кроки по створенню RS-25 відбулися ще в 1960-х роках, основною розробкою займалися в 1970-х, а перший політ він здійснив з місією STS-1 12 квітня 1981 року. Протягом своєї експлуатації двигун кілька разів був модернізований. Це підвищило його надійність, безпечність та експлуатаційні характеристики.
На Спейс Шаттлі використовувався блок із трьох двигунів RS-25, вмонтований у кормову структуру орбітера. Паливо для них подавалося зі спеціального паливного бака. Після кожного польоту двигуни від'єднувалися, перевірялися і ремонтувалися перед наступною місією. На відміну від цього, на ракеті SLS паливо до чотирьох двигунів подаватиметься безпосередньо із паливних баків, розташованих всередині першого ступеню.
Дроселювання тяги на RS-25 здійснюється в межах (67-109)% із можливість регулювання на 1 %. Він здатен витримувати критичні температури: від -253 °C (рідкий водень) до 3300 °C (всередині камери згоряння). Середня витрата палива — 3'917 л/с.

## Принцип роботи

Схема роботи двигуна

Кожен двигун RS-25 оснащений спеціальним контролером, що інтегрований з комп'ютером, який може керувати його роботою за допомогою клапанів та відображати на моніторі необхідні показники. Комп'ютери мають по два блоки подвійних резервних процесорів Motorola 68000, тобто по чотири процесори на контролер.
Пальне (рідкий водень) і окисник (рідкий кисень) подаються до двигунів окремими трубопроводами, на яких встановлені численні клапани, прокачуючись турбонасосними агрегатами (ТНА) низького тиску, а потім — ТНА високого тиску.

### Окисник (рідкий кисень)
Перше збільшення тиску у трубопроводі окисника (від 0,7 МПа до 2,9 МПа) відбувається під час проходження рідкого кисню у ТНА окисника (низького тиску). Далі він надходить у основний насос ТНА окисника (високого тиску), де тиск ще підвищується з 2,9 МПа до 30 МПа. Після цього відбувається розгалуження потоку рідкого кисню у наступних напрямках:
- через основний клапан окисника основна його частина подається до камери згоряння;
- ще частина використовується для роботи Турбонасосних агрегатів;
- третя частина може надходити у теплообмінний апарат, у якому рідкий кисень перетворюється на газоподібний і повертається у паливний бак із окисником для підтримки у ньому необхідного тиску, а також подається у систему гасіння автовібрацій, спричинених реакціями горіння;
- залишок спрямовується у насос газогенератора (знаходиться поруч із основним) ТНА окисника (високого тиску), де тиск ще підвищується з 30 МПа до 51 МПа. Звідти він розподіляється до:
  - газогенератора окисника;
  - газогенератора пального (водню).[5]

### Пальне (рідкий водень)

Велика срібляста трубка, доставляє пальне із ТНА низького тиску (на фото не видно) до ТНА високого тиску (сріблястий циліндр ліворуч). ТНА пального (високого тиску) прикріплений до колектора гарячого газу (чорний, з коричневою діагональною трубою), а згори над ним знаходиться газогенератор пального (також чорний з коричневою трубкою, що йде вправо)

Перше збільшення тиску у трубопроводі пального (від 0,2 МПа до 1,9 МПа) відбувається під час проходження рідкого водню у ТНА пального (низького тиску). Далі він надходить у насос ТНА пального (високого тиску), де тиск ще підвищується з 1,9 МПа до 45 МПа. Після проходження через основний клапан пального відбувається розгалуження потоку рідкого водню у наступних напрямках:
- до Системи регенеративного охолодження (РО) для протікання навколо верхньої (гарячішої) частини сопла та камери згоряння.[6] В процесі цього відбувається газифікація водню, і він спрямовується до ТНА пального (низького тиску), щоб забезпечити роботу його турбіни. Після цього потік знову розділяється:
  - у напрямку до паливного бака з воднем (для підтримки в ньому необхідного тиску);
  - залишок охолоджує колектор гарячого газу і надходить до основної камери згоряння;
- до Системи РО для протікання навколо нижньої частини сопла;
- після клапану, з'єднавшись із другим потоком третій спрямовується до:
  - газогенератора окисника (кисню);
  - газогенератора пального (водню).[7]

### Гелій
В додаток до систем окисника і пального, паливна система ракети-носія має систему, що містить гелій. Вона складається із десяти баків для зберігання, розподільчих ліній, запобіжних та регулюючих клапанів. Ця система використовується під час польоту для продування двигуна та забезпечує тиск для увімкнення його клапанів у системі керування ракетним пальним, а також під час аварійних відключень.

## Система космічних запусків
14 вересня 2011 року NASA повідомило, що буде розробляти нову ракету-носій надважкого класу, що замінить Спейс Шаттл. Вона отримала назву «Система космічних запусків», англ. — Space Launch System (SLS).
Початковий план передбачав розміщення на першому ступені ракети п'яти двигунів, але потім було вирішено обмежитися чотирма. Остання версія двигуна для Шаттлу RS-25D призначалася для багаторазової ракети, тому і сам двигун був придатний до багаторазового використання. А позаяк ступені ракети-носія SLS не призначені для повернення на Землю у непошкодженому стані, то немає сенсу використовувати багаторазові двигуни. Їх замінять простішою і дешевшою версією RS-25E, або ще дешевшою RS-25F. Двигуни, що залишилися від Спейс Шаттлів використовуються для тестувань.

### Випробування
З 2015 року на полігоні Космічного центру імені Джона Стенніса, що знаходиться у місті Генкок (округ, Міссісіпі), було виконано кілька тестувань, які перевіряли роботу контролерів нового двигуна; його працездатність при застосуванні ще більш охолодженого рідкого кисню; підвищення вхідного тиску, що необхідне через збільшення висоти бака з окислювачем, і через збільшення прискорення ракети. Також виконувалися вимірювання, що визначали, чи не занадто перегріваються від впливу одне на одного сопла двигунів, позаяк їх стало не три, а чотири, та ще й в одній площині з ними повинні працювати сопла прискорювачів. Перевірявся новий абляційний захист.
Після випробувань у травні 2018 року чотири двигуни будуть відправлені до виробничого комплексу, що належить NASA, Michoud Assembly Facility (Новий Орлеан). Там їх встановлять на перший ступінь ракети, який у грудні 2018 року на спеціальній баржі «Pegasus» доставлять до Космічний центр імені Джона Стенніса і встановлять на випробувальний стенд B-2. Після чергових тестувань перший ступінь із двигунами доправлять баржею до КЦ ім. Кеннеді у Флориді.